# Marco Tulio Decula
Marco Tulio Decula (en latín Marcus Tullius Decula) fue un cónsul de la Antigua república romana en el año 81 a. C., con Cneo Cornelio Dolabela, durante la dictadura de Lucio Cornelio Sila; pero los cónsules de ese año sólo fueron nominales, pues Sila tenía todo el poder en sus manos. Su carrera y origen son desconocidos. 

## Familia
Era un hijo de un Marco Tulio (tal vez el de una moneda de final del siglo II a. C.) y un nieto de Aulo Tulio. Fue probablemente un partidario del dictador, que en la guerra civil recién finalizada había adquirido méritos.